# ムネサカ1号墳
ムネサカ1号墳（むねさかいちごうふん、ムネサカ古墳）は、奈良県桜井市粟原（おおばら）にある古墳。形状は円墳。ムネサカ古墳群を構成する古墳の1つ。奈良県指定史跡に指定されている（指定名称は「ムネサカ古墳（第一号墳）」）。

## 概要
奈良盆地南東部、粟原川右岸において川に向かって東南東に延びる尾根の先端部に築造された大型円墳である。これまでに測量調査が実施されているが、発掘調査は実施されていない。
墳形は円形で、直径45メートル・高さ約8メートルを測る。墳丘は2段築成。墳丘外表には貼石が認められる。埋葬施設は両袖式の横穴式石室で、南方向に開口する。花崗岩の巨石の切石を用いた整美な大型石室で、岩屋山古墳（明日香村）とほぼ同一設計の岩屋山式石室になる。玄室内からは凝灰岩片が採集されており、石棺の使用が推測される。副葬品は詳らかでない。
築造時期は、古墳時代終末期の7世紀中葉（7世紀前葉-中葉）頃と推定される。当時としては大王陵クラスの石室が構築された古墳として、奈良県内では代表的な終末期古墳の1つになる。
古墳域は1958年（昭和33年）に奈良県指定史跡に指定されている。なお北西には2号墳があり、1号墳と2号墳とを2基1対の双墓とする説が挙げられている。

## 遺跡歴
- 昭和30年頃、石室内の土砂の搬出・清掃[5]。
- 1958年（昭和33年）3月20日、奈良県指定史跡に指定[4]。
- 1971年（昭和46年）、4号墳の発掘調査（奈良県立橿原考古学研究所、1976年に報告）[2]。
- 2002-2004年度（平成14-16年度）、測量調査（明日香村教育委員会、2007年に報告）[5]。

## 埋葬施設

石室俯瞰図

石室展開図

埋葬施設としては両袖式横穴式石室が構築されており、南方向に開口する。石室の規模は次の通り。
- 石室全長：17メートル以上
- 玄室：長さ4.6メートル、幅2.5-2.64メートル
- 羨道：現存長さ12.5メートル、幅1.96メートル

石室は花崗岩の巨石の切石を用いた整美なものである。玄室は奥壁・側壁とも2段積みである。奥壁は2石。両側壁は各5石で、上段は各2枚、下段は各3枚であり、上段はやや内傾する。玄室の天井石は2枚。天井石と側壁の目地には漆喰が遺存する。玄門部では仕切り石が、玄室の床面には人頭大の床石が認められるほか、玄室内では凝灰岩片が認められることから石棺の使用が推測される。また羨道は玄門から3石分は1段積みで、羨門付近は2段積みである。羨道の天井石は4枚。羨道の先端付近は墳丘に合わせて斜めに加工する。
石室の形態としては岩屋山古墳（明日香村）とほぼ同一設計になるとして、「岩屋山式石室」と捉えられる（ただし岩屋山古墳は方墳であるが、ムネサカ1号墳は円墳）。前時代（古墳時代後期）には各地域の有力豪族同士で石室が似る例は少ないが、終末期に入ると岩屋山古墳とムネサカ1号墳のように地域を超えて同一設計で石室が築造されるようになり、石工集団が豪族管理から朝廷管理に移行した様子が示唆される。

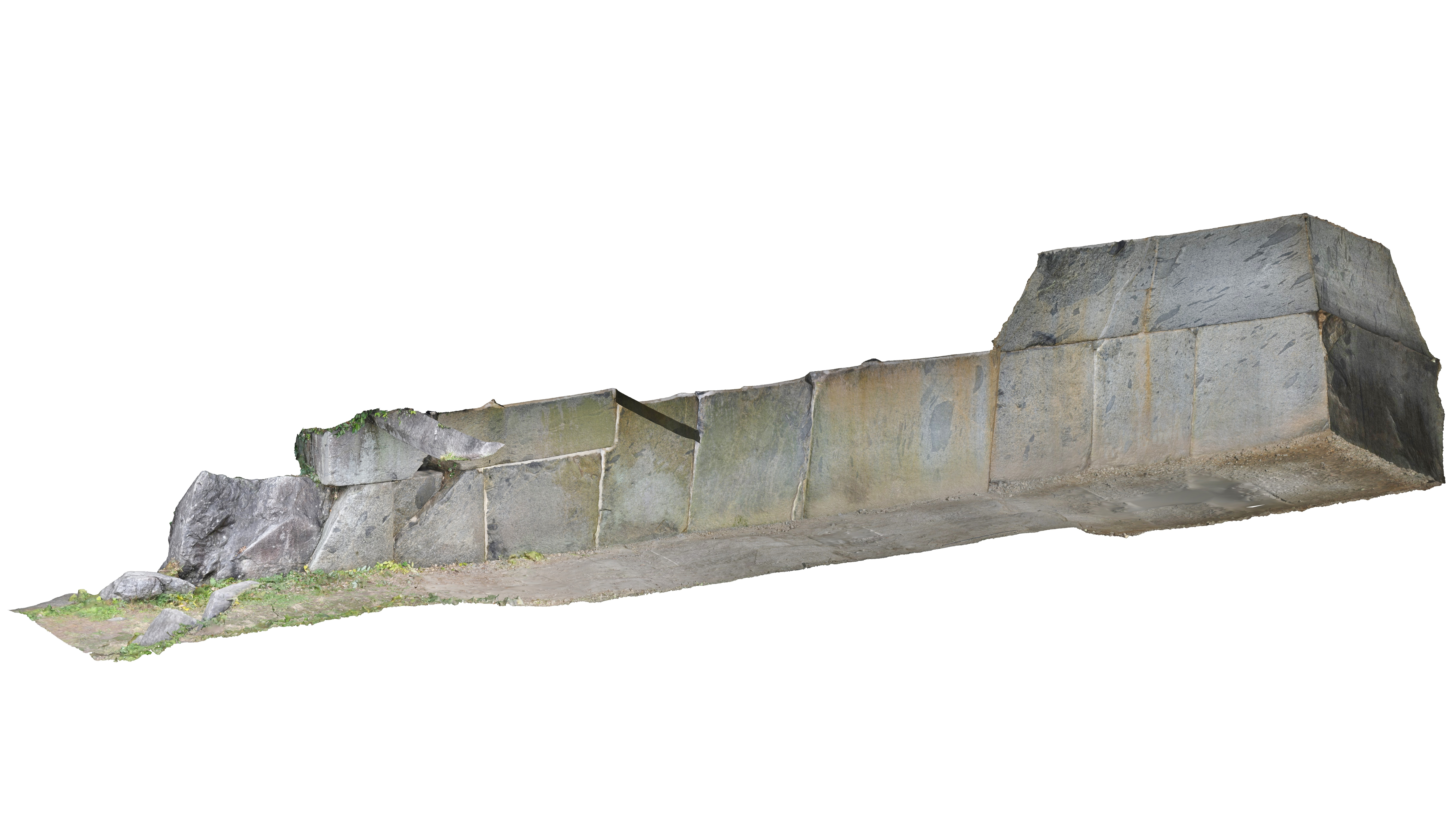
参考：岩屋山古墳石室
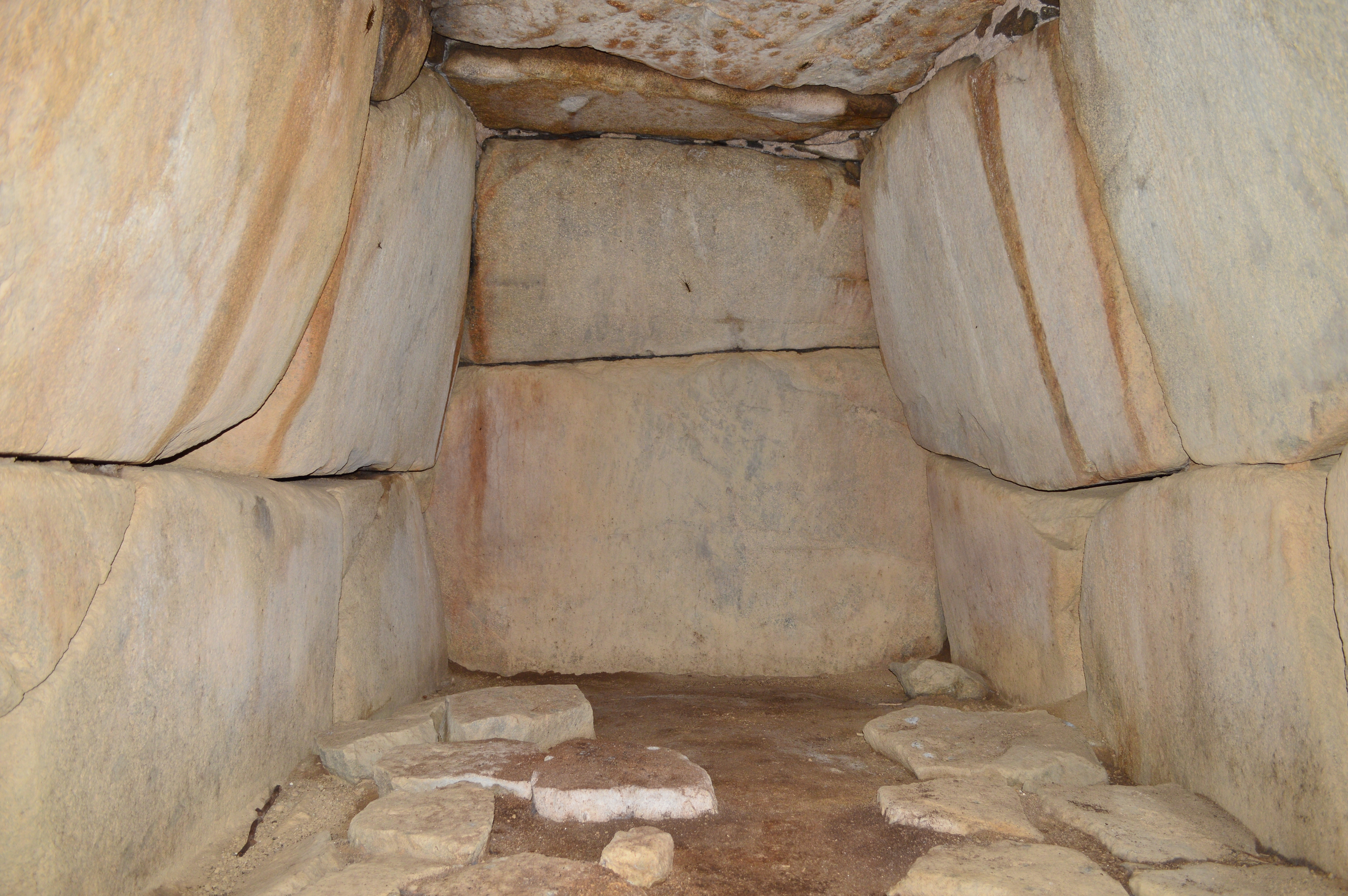
玄室（奥壁方向）
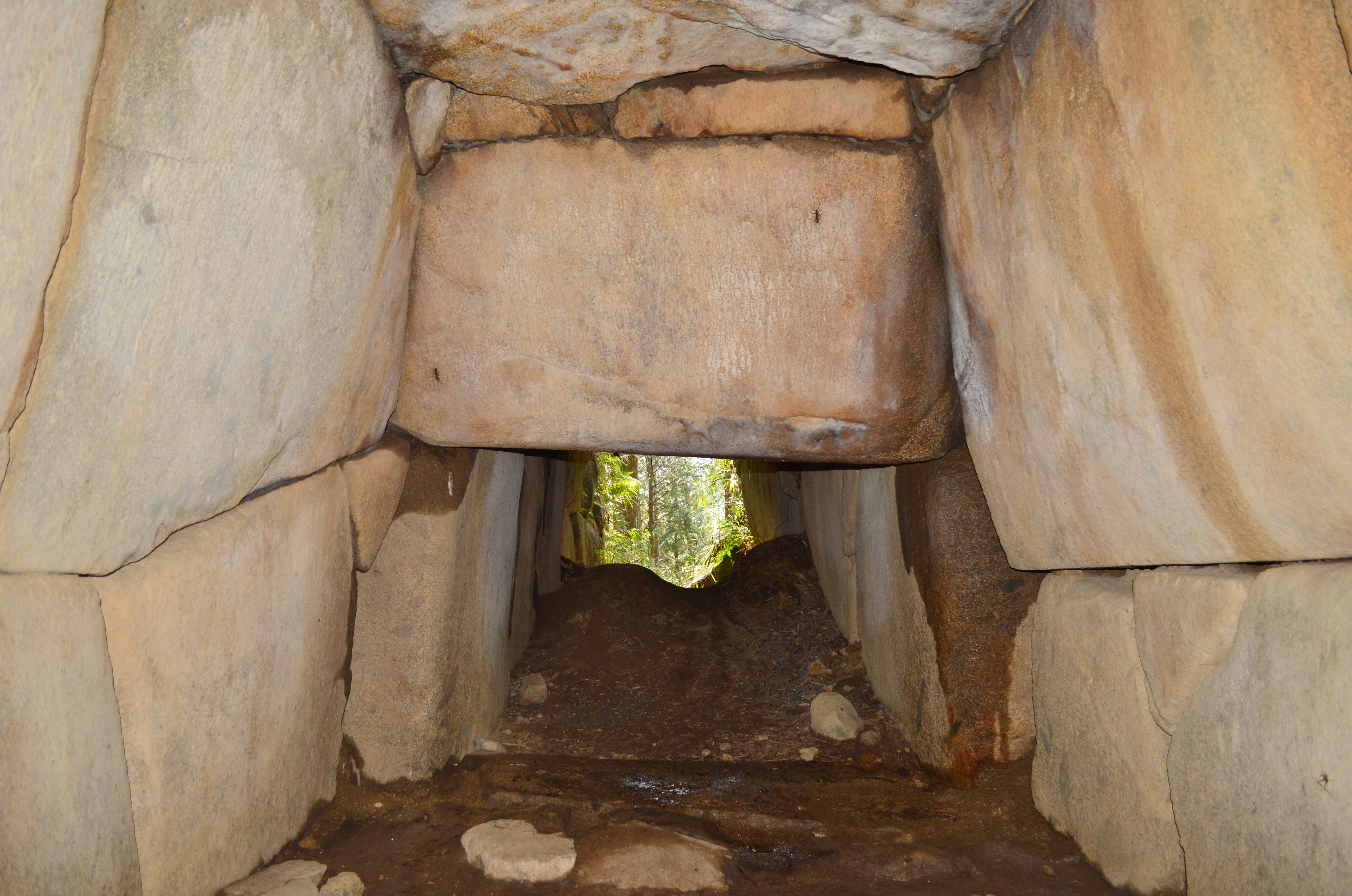
玄室（羨道方向）
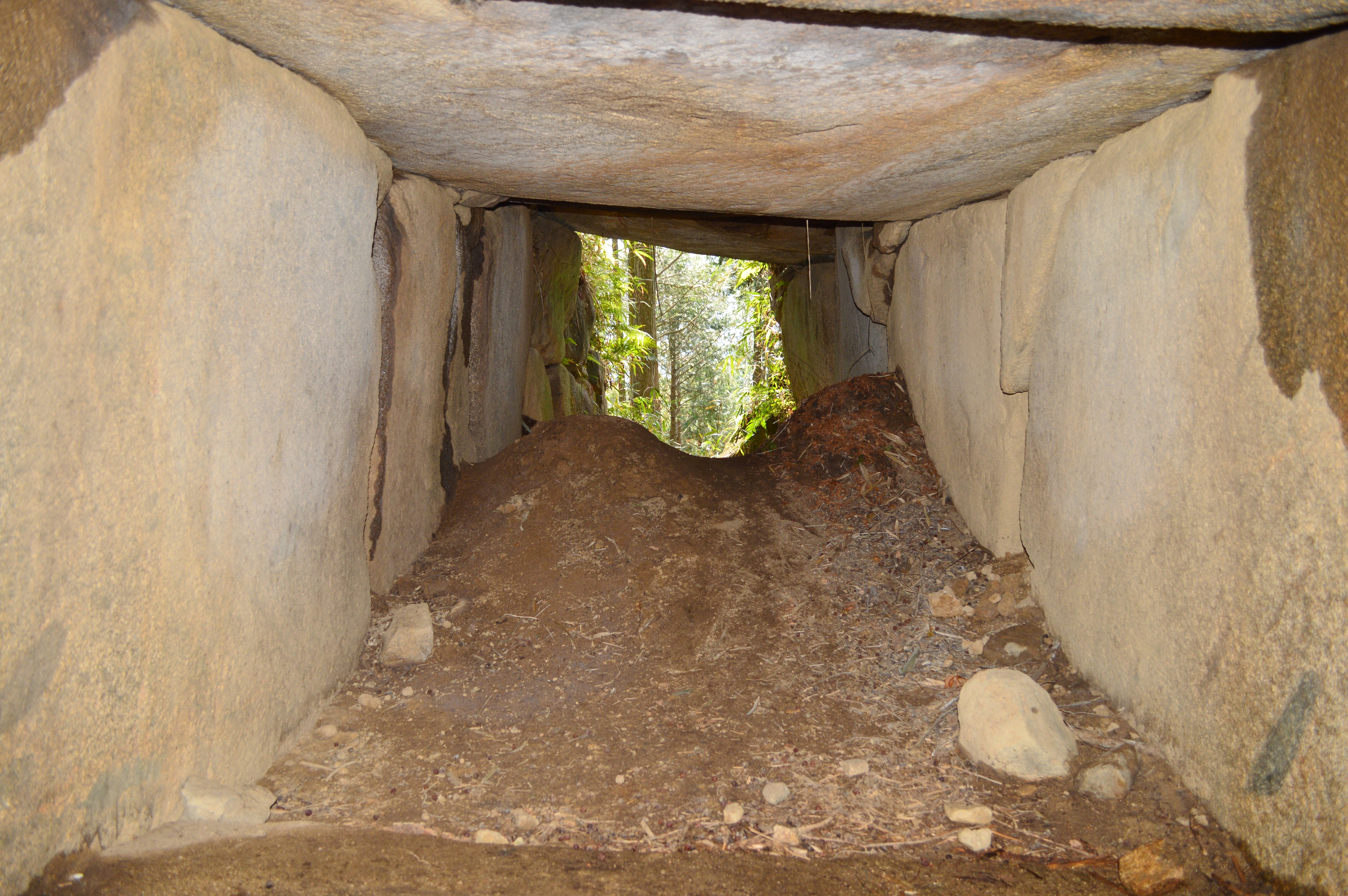
羨道（開口部方向）
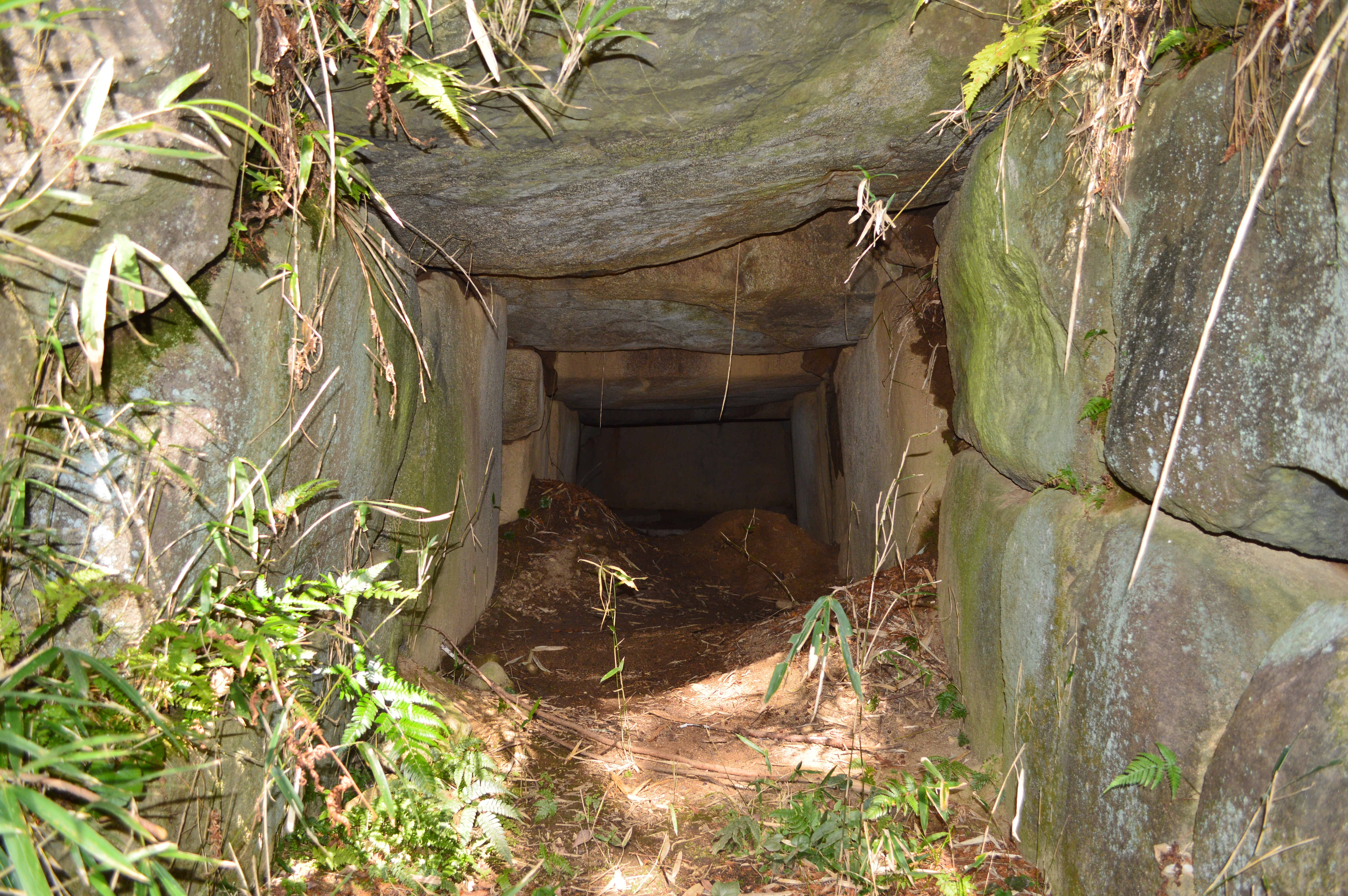
羨道（玄室方向）
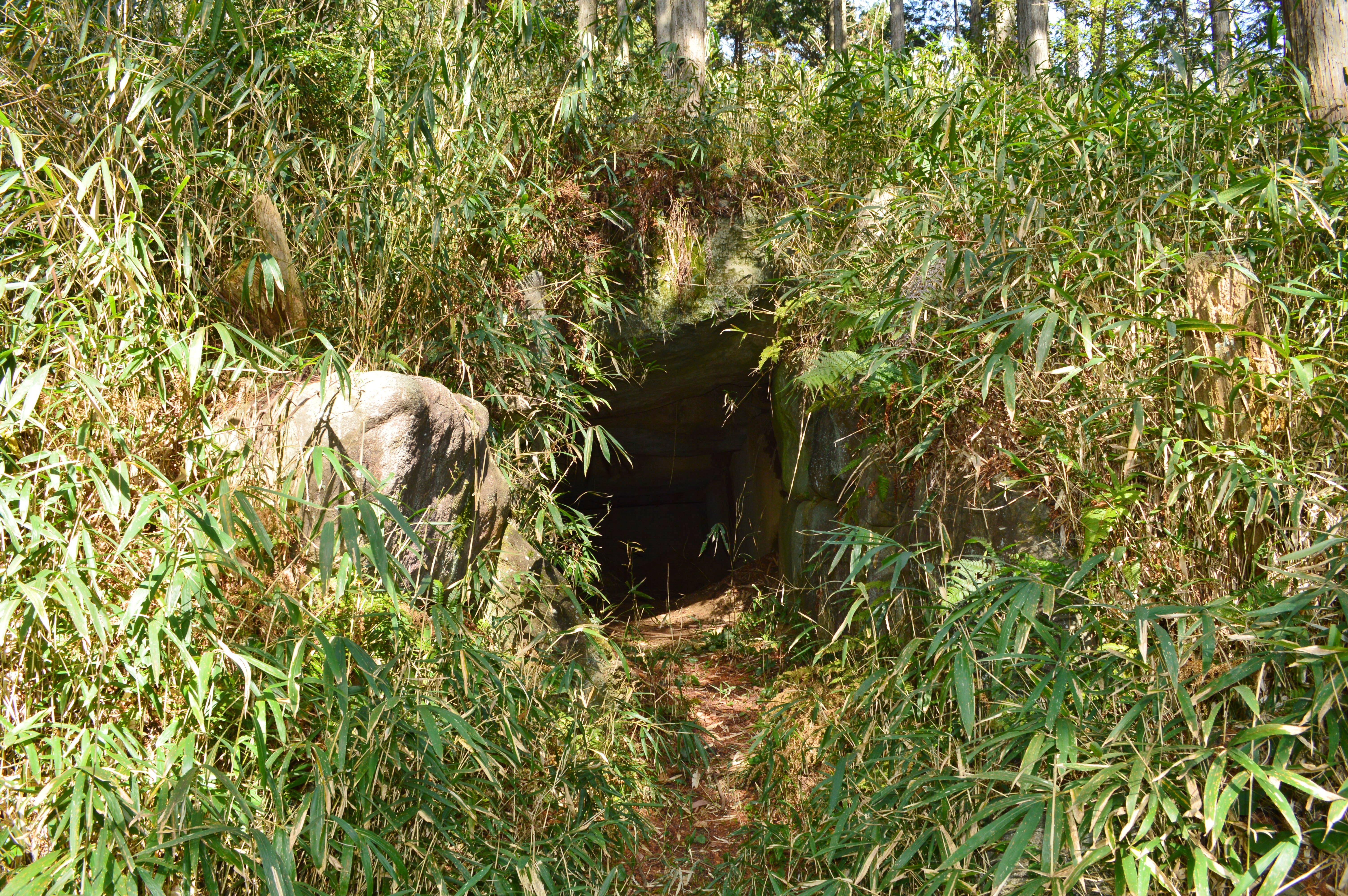
開口部

## 2号墳・4号墳

### 2号墳

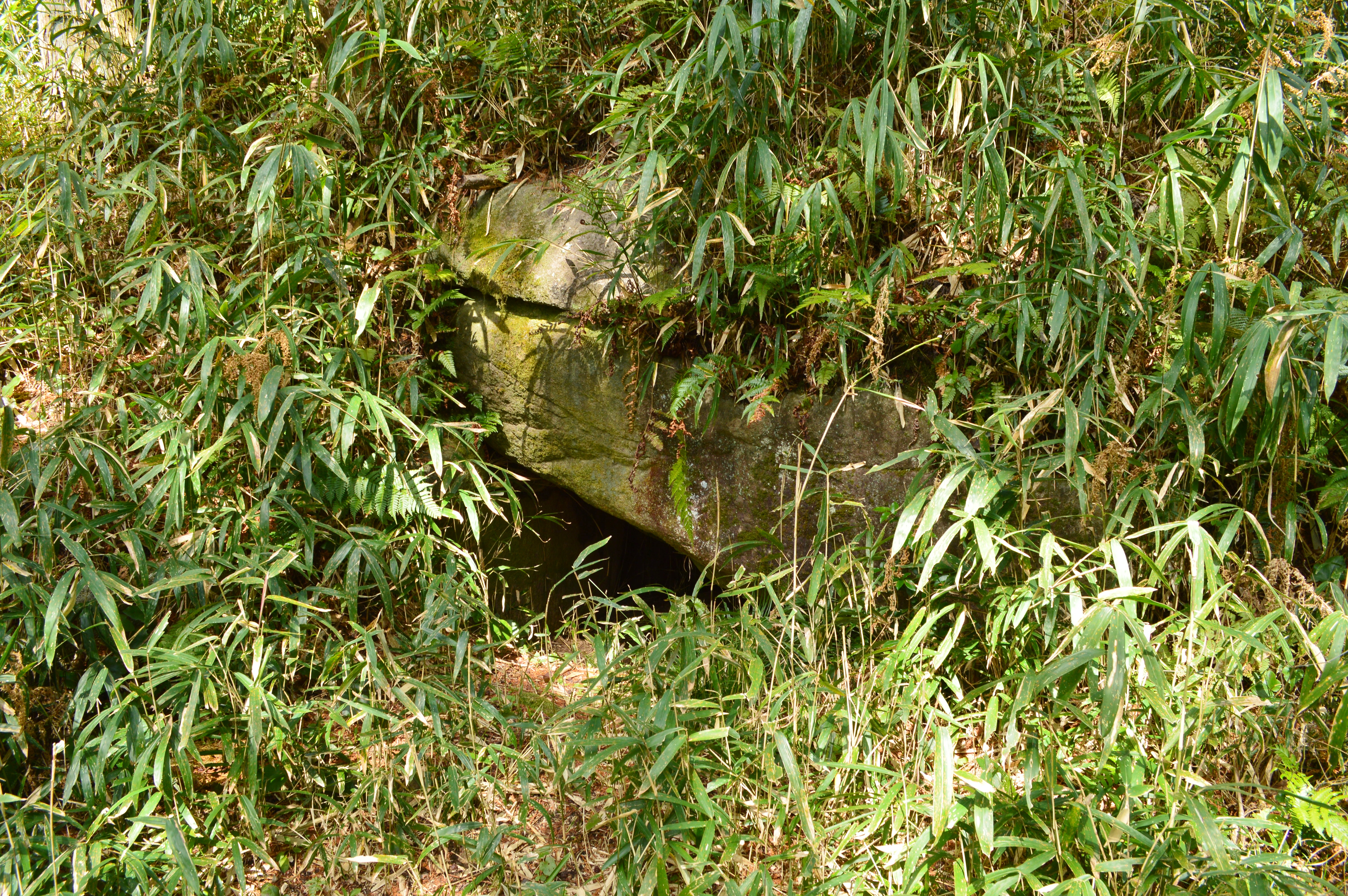
ムネサカ2号墳 石室開口部

ムネサカ2号墳は、1号墳の北西にある古墳。発掘調査は実施されていない。
墳形は円形で、1号墳より一回り小さい規模である。埋葬施設は両袖式の横穴式石室で、南方向に開口する。石室内は多量の土砂で埋まっているため詳らかでないが、1号墳と同様に花崗岩の巨石を用いた大型石室になる。副葬品は詳らかでない。
築造時期は、1号墳と近い頃と推定される。1号墳と2号墳を2基1対の双墓とする説も挙げられている。

### 4号墳
ムネサカ4号墳は、1号墳の東の尾根にあった円墳。1971年（昭和46年）に発掘調査が実施されたが、現在では消滅している。
墳形は円形で、直径約18メートルを測った。埋葬施設は古式の横穴式石室（竪穴系横口式石室）で、南南西方向に開口した。玄室は長さ3.75メートル・幅1.95メートル、羨道は長さ1.55メートル・幅0.4メートルを測る。羨門の平面形は外に向かって「ハ」字形に開くという、九州地方北部に見られる形態になる。副葬品としては鉄製品（鉄刀・鉄鏃など）・須恵器が検出されている。
築造時期は、古墳時代中期の5世紀末葉頃と推定される。1・2号墳との直接的な関係は薄いが、桜井市内では最古級かつ畿内でも導入期の横穴式石室を有する古墳として、注目される古墳になる。

## 文化財

### 奈良県指定文化財
- 史跡
  - ムネサカ古墳（第一号墳） - 1958年（昭和33年）3月20日指定[4]。

## 関連文献
（記事執筆に使用していない関連文献）
- 奈良県立橿原考古学研究所 編「ムネサカ4号墳」『奈良県古墳発掘調査集報I』奈良県教育委員会〈奈良県文化財調査報告書第28集〉、1976年。